# ヴァルター・フッペンコーテン
ヴァルター・フッペンコーテン（Walter Huppenkothen、1907年12月31日‐1979年）は、ナチス・ドイツの検察官。親衛隊（SS）の将校であり、最終階級は親衛隊大佐（SS-Standartenführer）。

## 略歴
ラインラントのハーン（en:Haan）出身。ケルン大学で法学と政治学を学ぶ。司法試験に合格、弁護士となるが、希望していた政府の中での仕事を見つけることはできなかった。ヒトラー内閣誕生後の1933年5月1日に国家社会主義ドイツ労働者党（ナチス党）に入党、親衛隊（SS）に入隊した。デュッセルドルフのSDに配属された。
ポーランド侵攻後、クラクフやルブリンの保安警察及びSD指揮官（Kommandeure der Sicherheitspolizei und des SD 略称KdS）となる。1941年7月、親衛隊少佐の時にヴァルター・シェレンベルクの後任としてベルリンの国家保安本部IV局（ゲシュタポ局）E部（防諜部）部長に就任する。1944年、ヴィルヘルム・カナリスが失脚し、国防軍諜報部アプヴェーアがシェレンベルクのSDに吸収された後にはSDの会合にもしばしば出席するようになった。
親衛隊大佐の時、検察官に転じた。大戦末期の1945年、ザクセンハウゼン強制収容所の中でハンス・フォン・ドホナーニを起訴して、裁判官オットー・トアベック（de:Otto Thorbeck）による即決裁判で死刑判決を下させた 。さらに同年4月8日にはフロッセンビュルク強制収容所の中でディートリヒ・ボンヘッファー、ハンス・オスター将軍、ヴィルヘルム・カナリス提督らを起訴し、トルベックが死刑判決を下した。彼らは翌4月9日に処刑された。
彼はナチス・ドイツの敗戦直前の1945年4月26日、グムンデンにおいてアメリカ軍に身柄を拘束された。1949年までアメリカ軍の捕虜収容所で働いた。
1950年代に西ドイツで裁判にかけられたが、殺人罪では無罪になった。彼の無罪判決は現在でも論争になっている。しかし戦時下では国家権力による「反逆者」の処刑はやむを得ない措置であり、またナチス戦犯に対し重い処罰を求めるソビエト連邦の影響力が西ドイツ国内では弱まっていたため、判決は妥当なものとされている。